# Stadio Recep Tayyip Erdoğan
Lo stadio Recep Tayyip Erdoğan è un impianto sportivo situato a Kasımpaşa, zona del distretto Beyoğlu di Istanbul, in Turchia.
Usato prevalentemente per il calcio, è lo stadio casalingo dell'Eyüpspor e del Kasımpaşa. L'impianto, inaugurato il 27 agosto 2005, ha una capacità di 14 235 posti a sedere ed è omologato per la Süper Lig. Il campo da gioco è completamente in erba naturale e misura 65×105 m.

## Caratteristiche
- Copertura: parziale
- posti a sedere: 14 235
- Tribuna VIP: ?
- Tribuna stampa: ?
- Capacita totale: 14 235
- Parcheggio auto: ?
- Parcheggio autobus: ?